# Gravatamberus guatemaltecus
Gravatamberus guatemaltecus är en tvåvingeart som beskrevs av Mendes och Andersen 2008. Gravatamberus guatemaltecus ingår i släktet Gravatamberus och familjen fjädermyggor.
Artens utbredningsområde är Guatemala. Inga underarter finns listade i Catalogue of Life.